# Teodoro Valfrè di Bonzo

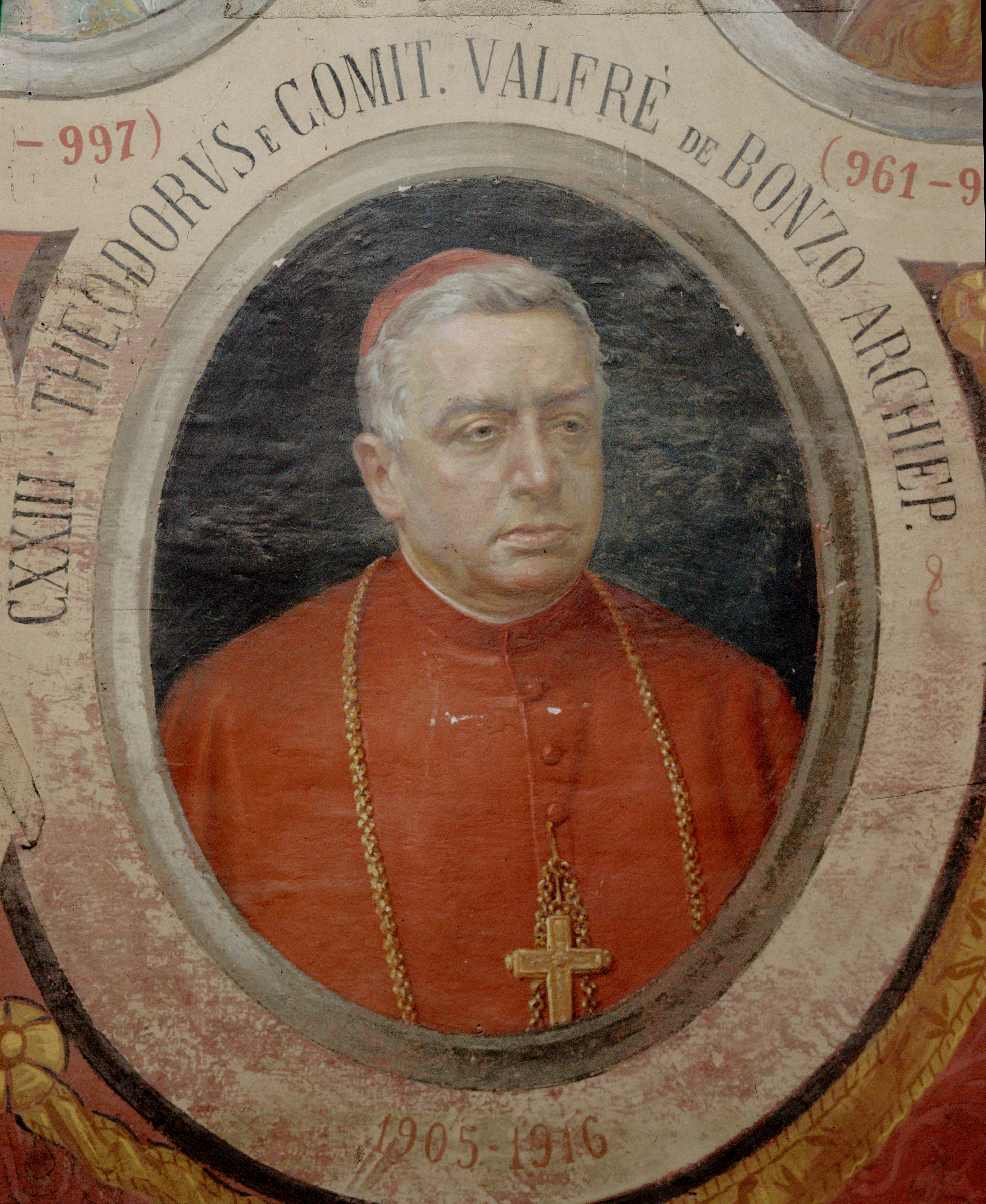
Kardinal Teodoro Valfrè di Bonzo

Kardinalswappen von Teodoro Valfrè di Bonzo

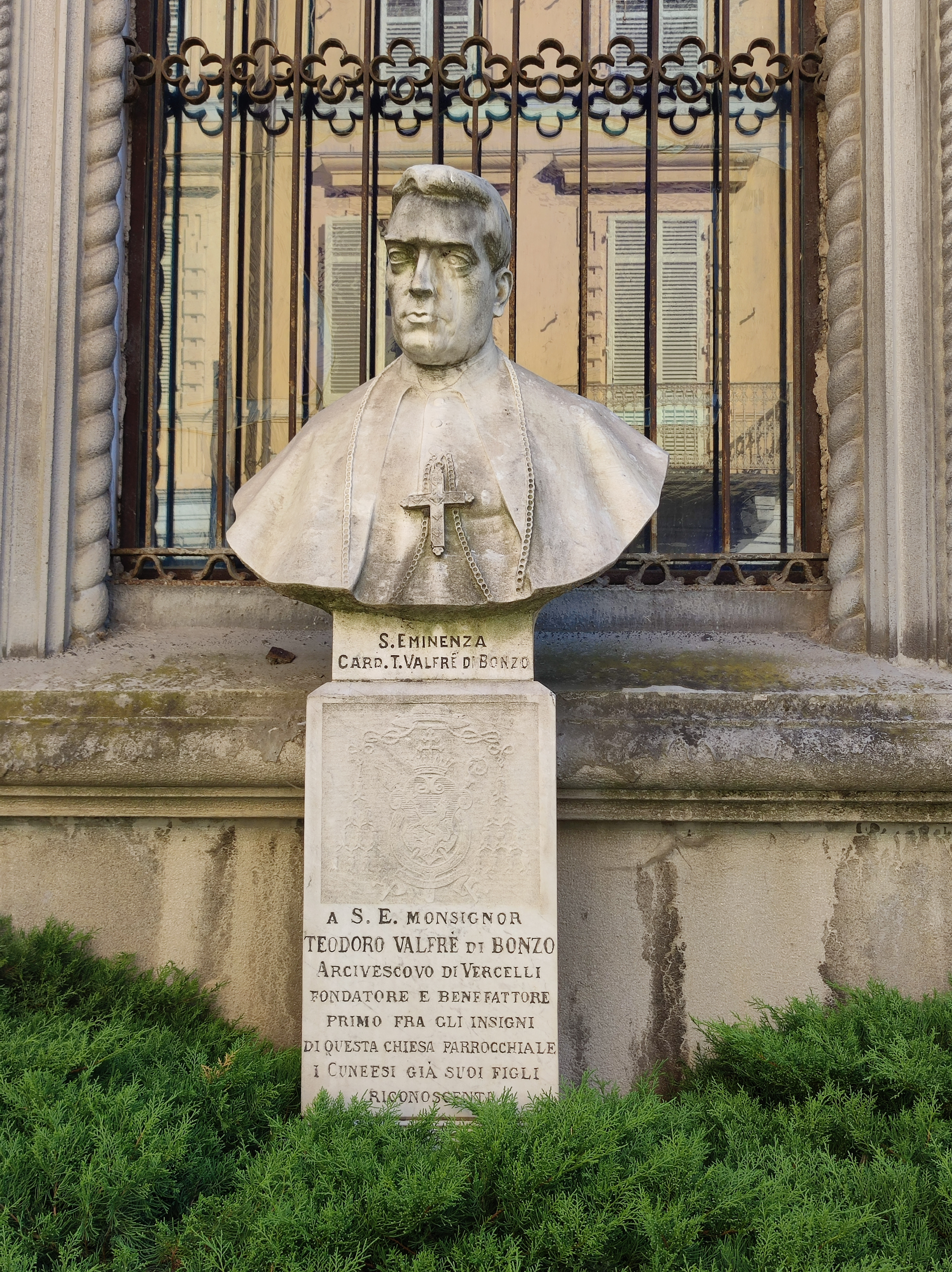
Büste des Kardinals in Cuneo

Teodoro Valfrè di Bonzo (* 21. August 1853 in Cavour; † 25. Juni 1922 in Rom) war ein italienischer Geistlicher. Er war Erzbischof von Vercelli, Titular-Erzbischof von Trapezus, Apostolischer Nuntius in Österreich-Ungarn und später Kurienkardinal der römisch-katholischen Kirche.

## Leben
Teodoro Valfrè di Bonzo studierte in Turin und Rom die Fächer Katholische Theologie und Philosophie. Er promovierte zum Doktor der Theologie und des Kanonischen Rechts und empfing am 10. Juni 1876 das Sakrament der Priesterweihe. Nach weiterführenden Studien trat er im Jahre 1880 in den Dienst des Vatikans und arbeitete im Bereich besonderer Angelegenheiten der Kirche. 1884 wurde er zum Sondergesandten für Costa Rica bestimmt, doch scheiterten seine Bemühungen durch das Ausbrechen schwerer antikirchlicher Unruhen.
Aufgrund seiner zahlreichen Liebschaften wurde er zeitweise von seinen priesterlichen Pflichten suspendiert und seine Karriere schien an ihr Ende gelangt zu sein. Dann aber griff der italienische Hof ein, da Bonzo als illegitimer Sohn von Viktor Emmanuel II. galt, und bestand auf seiner Bischofsweihe.
1885 ernannte ihn Papst Leo XIII. zum Bischof von Cuneo. Die Bischofsweihe empfing Teodoro Valfrè di Bonzo am 3. Mai 1885 durch Gaetano Kardinal Alimonda. 1895 versetzte ihn Papst Leo XIII. in das Bistum Como, Papst Pius X. übertrug Teodoro Valfrè di Bonzo die Leitung des Erzbistums Vercelli. Papst Benedikt XV. ernannte ihn 1916 zum Titularerzbischof von Trapezus und zum Apostolischen Nuntius in Österreich-Ungarn. Als die Privatbriefe di Bonzos an die Presse gelangten und abgedruckt wurden, führte dies zu einem diplomatischen Eklat zwischen Wien und dem Vatikan. Die Mittelmächte wurden in den Briefen in einer Weise gekennzeichnet, die suggerierte, dass sie vor dem Zusammenbruch stünden. Kaiser Karl forderte die Abberufung des Nuntius. Dem entsprach der Vatikan nicht. 1919 nahm er ihn als Kardinalpriester mit der Titelkirche Santa Maria sopra Minerva in das Kardinalskollegium auf. Ab 1920 leitete Teodoro Valfrè di Bonzo als Kardinalpräfekt die Religiosenkongregation. Er war Teilnehmer des Konklaves im Jahre 1922 und starb am 25. Juni des gleichen Jahres in Rom.
Er wurde in der Gruft seiner Familie in Brá bestattet.